# 그레이트 레이스
그레이트 레이스(The Great Race)는 1965년 개봉한 미국의 슬랩스틱 코미디 테크니컬러 영화로, 잭 레먼, 토니 커티스, 내털리 우드 등이 출연하고, 블레이크 에드워즈가 감독하였다. 각본은 블레이크 에드워즈와 아서 A. 로스, 음악은 헨리 맨시니, 촬영은 러셀 할란이 맡았다. 조연으로 피터 포크, 키난 윈, 아서 오코넬, 비비안 밴스가 출연하였다. 미화 1천 2백만 달러의 예산이 들었고, 당시에는 가장 제작비가 많이 든 코미디 영화였다.

## 출연

### 주연
- 잭 레먼
- 토니 커티스
- 나탈리 우드

### 조연
- 피터 포크
- 키넌 윈
- 아서 오코넬
- 비비안 밴스

## 기타
- 협력프로듀서: 딕 크로킷
- 미술: 페르난도 카레르
- 의상: 돈펠드
- 의상: 에디스 헤드